# 森みつえ
森 みつえ（もり みつえ、1966年7月19日 - ）は、日本の元女優。本名︰森 美津栄（読み同一）。
北海道出身。身長165cm、体重53kg。血液型はO型。桐朋学園短期大学芸術科演劇専攻卒業。東映東京撮影所を経て、宝井プロジェクトに所属していた。

## 人物
稚内市立稚内東小学校→稚内市立稚内東中学校→北海道稚内高等学校。稚内高校で演劇部に入り、桐朋学園短期大学に進学。短大卒業後、無名塾入り。1989年1月に同塾卒業後は主にテレビ、映画、CMなどで活躍。
特技は小学校で始めたスピードスケート（元北海道代表）、スキー、日本舞踊、バレエ。4人きょうだいの長女で、弟が2人に妹が1人いる。マニピュレータのTOMMY-Gとは、高校時代の遊び仲間である。

## 出演

### テレビドラマ
- メタルヒーローシリーズ（ANB）
  - 特救指令ソルブレイン（1991年 - 1992年） - 樋口玲子 / ソルジャンヌ
  - ブルースワット（1994年）
    - 第1話「ビギニング!」 - 銀行員
    - 第33話「完成!! 最強銃」、第45話「狙われた肉体!」 - 奥山梨奈
- はぐれ刑事純情派（ANB）
  - はぐれ刑事純情派V  第14話「怪しい心霊写真虚言癖の女」（1992年） - 安田千賀子
  - はぐれ刑事純情派XII 第19話「略奪愛!?川辺課長を騙した女」（1999年） - 真山知美
  - はぐれ刑事純情派XVI 第3話「赤ちゃんが消えた!?人殺しと呼ばれた男」（2003年） - 宮田万理子
- 刑事追う! 第17話「その妹」（1996年、TX）
- 事件・市民の判決（1996年、TX）
- 金曜エンタテイメント （CX）
  - 英二ふたたび（1997年） - 小島
  - "大家族デカ" 子ども13人と犬1匹! 熱血母さんの突撃事件簿（1997年）
  - 女医レイカ（1999年）
- 火曜サスペンス劇場 / 監察医・室生亜季子（1998年 - 2005年、NTV） - 井上助手
  - 第23作「不審死体〜体は二つで心は一つ…夫殺しの妻と女弁護士の女の連帯〜」 - 第36作「母子鑑定〜水死体が語る1億5000万の生命保険と不倫疑惑 DNAが暴く唾液と少女出生の秘密〜」
- 殴る女  第4話「消えた婚約指輪」（1998年、CX）
- 素敵に女ざかり2（1998年、NHK） - 映像作品の撮影で婦警に扮する女優
- タブロイド 第7話「大暴発! えん罪の男」（1998年、CX）
- 恋の季節（1999年、ANB）
- はみだし刑事情熱系IV 最終回スペシャル（2000年、ANB）
- 百年の物語 第三夜（現代編）オンリー・ラブ （2000年、TBS） - 八代進の姉
- オヤジぃ。 第8話「浮気白書」（2000年、TBS）
- スタアの恋（2001年、CX）
- 探偵家族 第6話「スペシャル少年探偵VS覆面強盗（2002年、NTV）
- サトラレ 第10話「最終回!! オレは…サトラレ!? 」（2002年、ANB） - 患者の妻
- やんパパ 第9話「貧乏に負けるな! 愛の大告白（2002年、TBS）
- コスメティック（2003年、WOWOW）
- 高原へいらっしゃい　第8話「心に秘めた30年間の約束」（2003年、TBS）
- ヤンキー母校に帰る vol.5「心のカギ」（2003年、TBS）
- 赤い奇跡 後編（2006年、TBS）
- 不信のとき〜ウーマン・ウォーズ〜 第6話「愛が狂気に変わる瞬間」（2006年、CX）
- 火曜ドラマゴールド / 監察医・室生亜季子 最後の解剖（2007年、NTV） - 井上助手

### 映画
- 右曲がりのダンディー（1989年、東映）
- 集団左遷（1994年、東映）
- 霧の子午線（1996年、東映） - 着付け学校生徒
- 不法滞在（1996年、アルゴ・ピクチャーズ） - 王嘉玲
- あぶない刑事リターンズ（1996年、東映）
- OPEN HOUSE（1997年、松竹）
- 大怪獣東京に現わる（1998年、松竹）
- 絆（1998年、東宝） - 妊婦
- 海猫（2004年、東映） - 中村

### 舞台
- ハムレット（1988年、グローブ座）
- 独眼竜政宗

### CM
- P&G
- セキスイハウス
- 東京ガス

### テレビゲーム
- クロックタワー3（2002年、カプコン）